# Pseudozarba leucopera
Pseudozarba leucopera är en fjärilsart som beskrevs av George Francis Hampson 1910. Pseudozarba leucopera ingår i släktet Pseudozarba och familjen nattflyn. Inga underarter finns listade.